# Schwingrasen

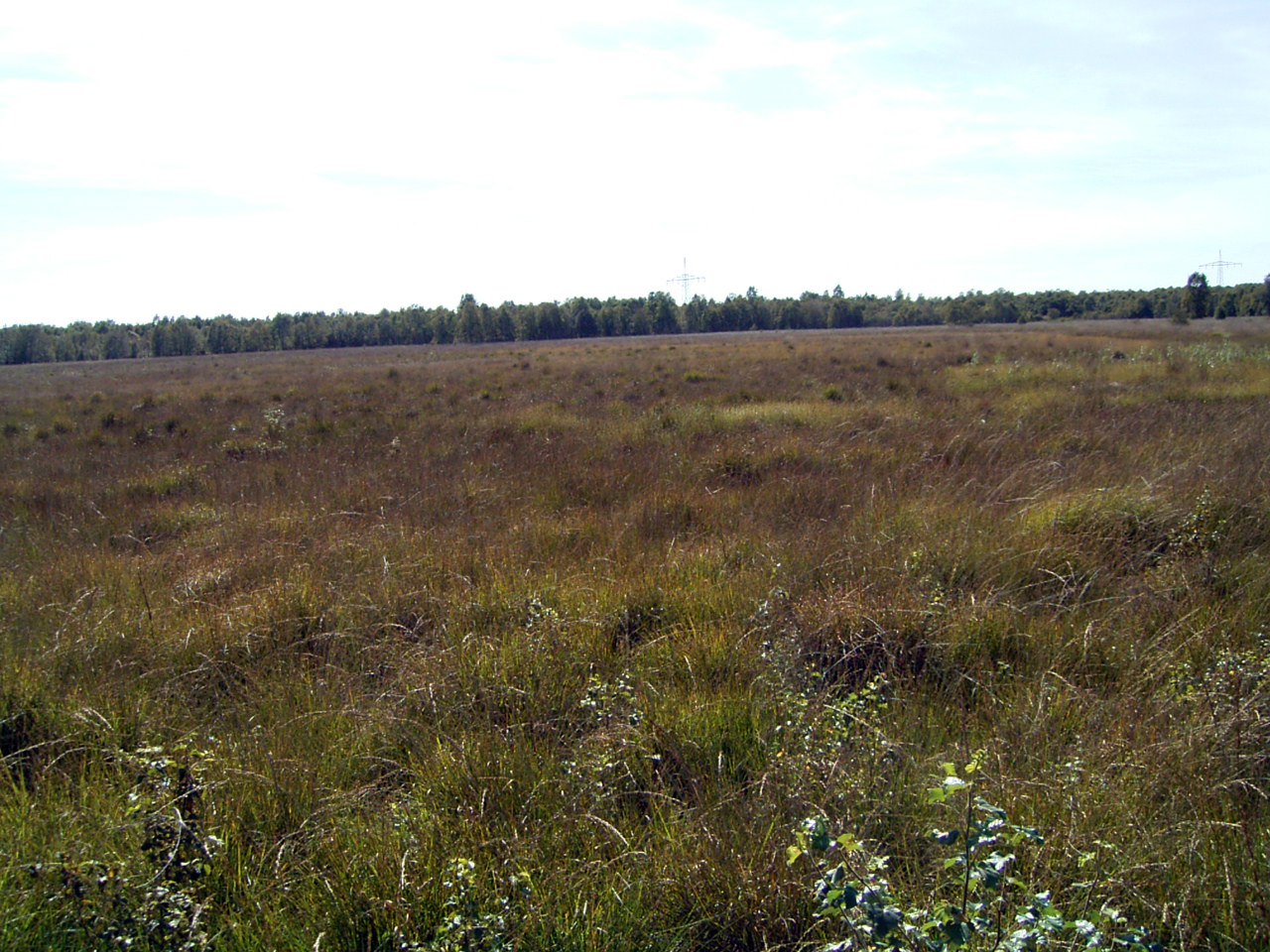
Verlandeter Hochmoorkolk mit nicht betretbarer geschlossener Schwingdecke

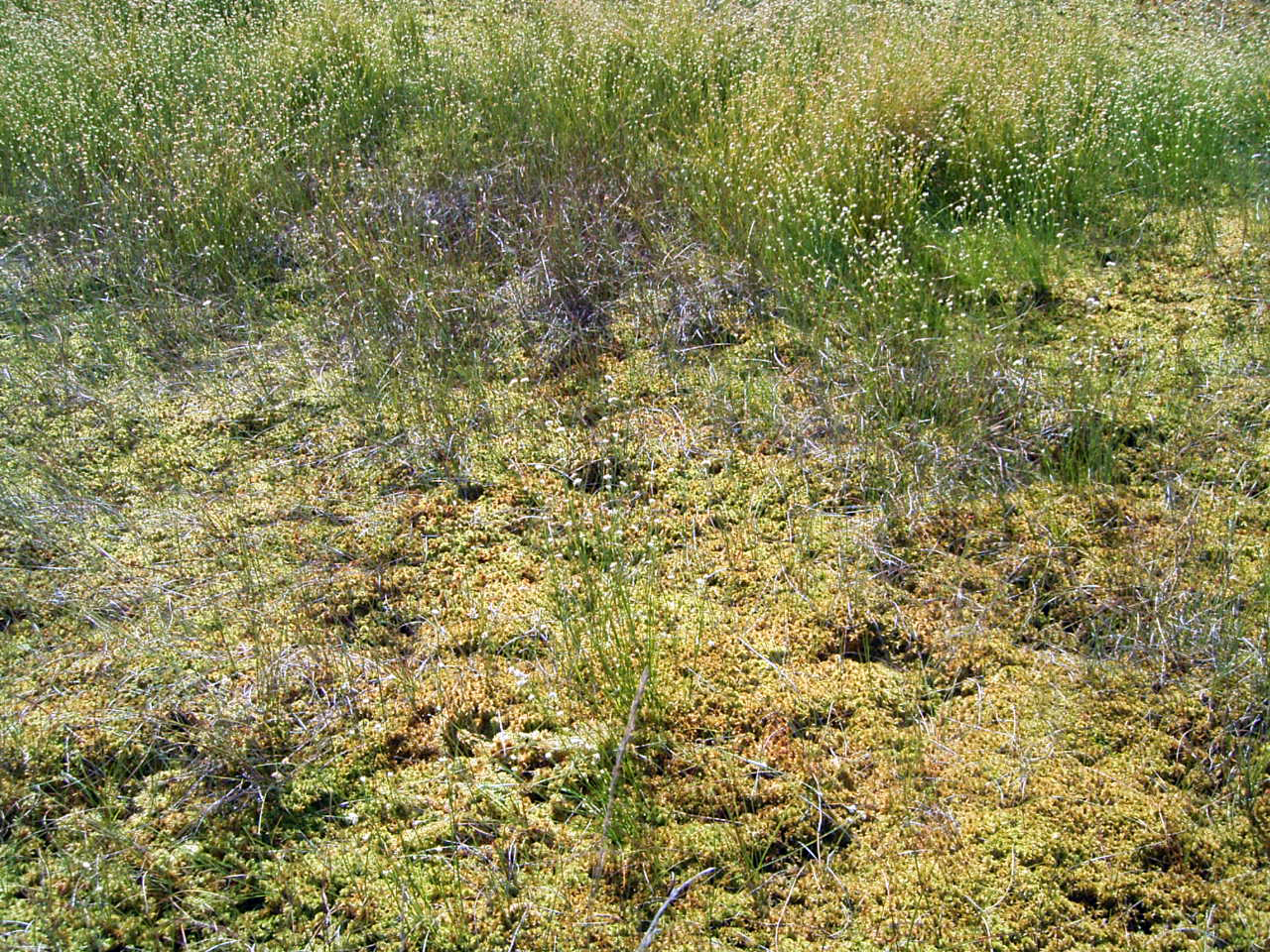
Torfmoos-Schwingrasen auf verlandetem Hochmoorkolk

Ein Schwingrasen (engl. floating mat) ist eine über freiem Wasser schwimmende Pflanzendecke aus Moosen und anderen, besonders ausläuferbildenden Pflanzen, die vom Ufer aus auf der Wasseroberfläche in ein Gewässer hinauswächst. Der Lebensraumtyp ist in der EU nach der Fauna-Flora-Habitat-Richtlinie mit der Bezeichnung „LRT Nr. 7140 Übergangs- und Schwingrasenmoore“ geschützt.
Schwingrasen sind nicht immer tragfähig. Beim Betreten kann die Gefahr des Ertrinkens bestehen.

## Entstehung
Die Schwingrasenbildung ist ein Prozess der Verlandung von Gewässern. In Moorgewässern bilden sich Torfmoos-Schwingrasen bei Wasserspiegelsenkungen und Nährstoffanreicherung. In eutrophierten Gewässern ist durch das Aufschwimmen von Unterwassertorfen und Besiedlung mit Pflanzen eine Schwingrasenbildung möglich. Die Pflanzendecken werden durch deren Wurzelfilz zusammengehalten. Am Ufer wachsendes Schilf oder Binsen können diese Pflanzendecke abtrennen, so dass sich eine schwimmende Insel bildet. Ist der Schwingrasen stabil und groß genug, können sich darauf sogar Bäume ansiedeln wie beispielsweise im Kleinen Arbersee. Unterhalb der Schwingrasen wird Torf gebildet, der langsam nach unten sinkt und nach und nach das Gewässer auffüllt.

## Flora und Fauna
In nährstoffarmen bis mäßig nährstoffreichen, sauren Gewässern werden Schwingrasen aus Torfmoosen (Spieß-Torfmoos (Sphagnum cuspidatum), Art(en) des Komplexes Sphagnum recurvum s. l.) oder Skorpionsmoosen (Scorpidium scorpioides) gebildet. Ferner siedeln in Schwingrasen Charakterarten der Kleinseggenriede wie die Schlamm-Segge (Carex limosa), Schnabel-Segge (Carex rostrata), Weißes (Rhynchospora alba) und  Braunes Schnabelried (Rhynchospora fusca), Blasenbinse (Scheuchzeria palustris) und Sumpfblutauge (Potentilla palustris). Am Rand von nährstoffreichen Gewässern siedeln Schilf (Phragmites australis), Rohrkolben (Typha spp.), Scheinzypergras-Segge (Carex pseudocyperus) und Wasserschierling (Circuta virosa). Schwingrasen sind Lebensraum für beschalte Amöben wie beispielsweise Amphitrema spp. und Zuckmückenlarven.

## Gefährdungen
- Entwässerung
- Torfstich bzw. Abtorfung
- Nutzung, v. a. durch Forst- und Landwirtschaft, aber auch Freizeitnutzung
- Nährstoffeintrag, Düngung, Eutrophierung